# Korthio
Korthio (in greco Κόρθιο?) è un ex comune della Grecia nella periferia dell'Egeo Meridionale (unità periferica di Andro) con 2 547 abitanti secondo i dati del censimento 2001.
È stato soppresso a seguito della riforma amministrativa, detta Programma Callicrate, in vigore dal gennaio 2011 ed è ora compreso nel comune di Andro.
Il comune è situato nell'isola di Andro e apparteneva alla perfettura delle Cicladi.